# Viola tricolor
Viola tricolor, popularmente conhecida como amor-perfeito e erva-trindade, é uma flor bienal selvagem eurasiática. É uma pequena planta rasteira que atinge no máximo 15 cm de altura, com flores de cerca de 1,5 cm de diâmetro. Cresce nos prados e nas fazendas abandonadas, principalmente em solos ácidos ou neutros. É geralmente encontrada onde há sombra parcial. Floresce de Abril a Setembro. As flores da viola tricolor ou amores perfeitos podem ser roxas, azuis, amarelas ou brancas. É hermafrodita e autofértil, polinizada pelas abelhas.

## Propriedades medicinais
Viola tricolor  tem uma longa história de uso em fitoterapia. Foi recomendada, entre outros usos, como um tratamento para a epilepsia, asma, doenças de pele e eczema. Possui propriedades expectorantes, então é utilizada no tratamento das doenças pulmonares, como bronquite e coqueluche. É também um diurético e é utilizada no tratamento de reumatismo e da cistite.
É uma das muitas espécies de plantas que têm ciclotídeos e características citotóxicas, o que significa  que  poderia ser usada para tratar câncer.

## Usos
As flores têm sido usadas para fazer corantes amarelo, verde e azul-esverdeado, enquanto as folhas são usadas para fazer um indicador químico. São muito belas. Têm várias cores, como: amarelo, branco e azul.

## História
De acordo com a mitologia grega, Zeus enamorou-se de uma jovem chamada Lo e provocou ciúmes à sua esposa Hera, ele transformou a moça em novilha e a manteve pastando aos seus pés. Por pena da dieta de ervas a que submeteu a amada, fez com que a terra produzisse lindas flores que chamou de Lo. Outra lenda grega conta que as delicadas flores brancas eram adoradas por Eros, o cupido. Para inibir essa adoração, Afrodite as coloriu, o que resultou na coloração tricolor.
Na história, gregos e chineses usavam as violas como medicamento, e os celtas e romanos faziam com elas perfumes. Os amores-perfeitos eram usados até mesmo como elixir do amor na Inglaterra, o que, acredita-se, inspirou Shakespeare em "Sonhos de uma noite de Verão". Nessa obra, uma flor mágica teria sido esfregada nos olhos de Titânia enquanto dormia. Ela, ao acordar, apaixonou-se pela primeira pessoa que viu.

## Galeria
Características da flor

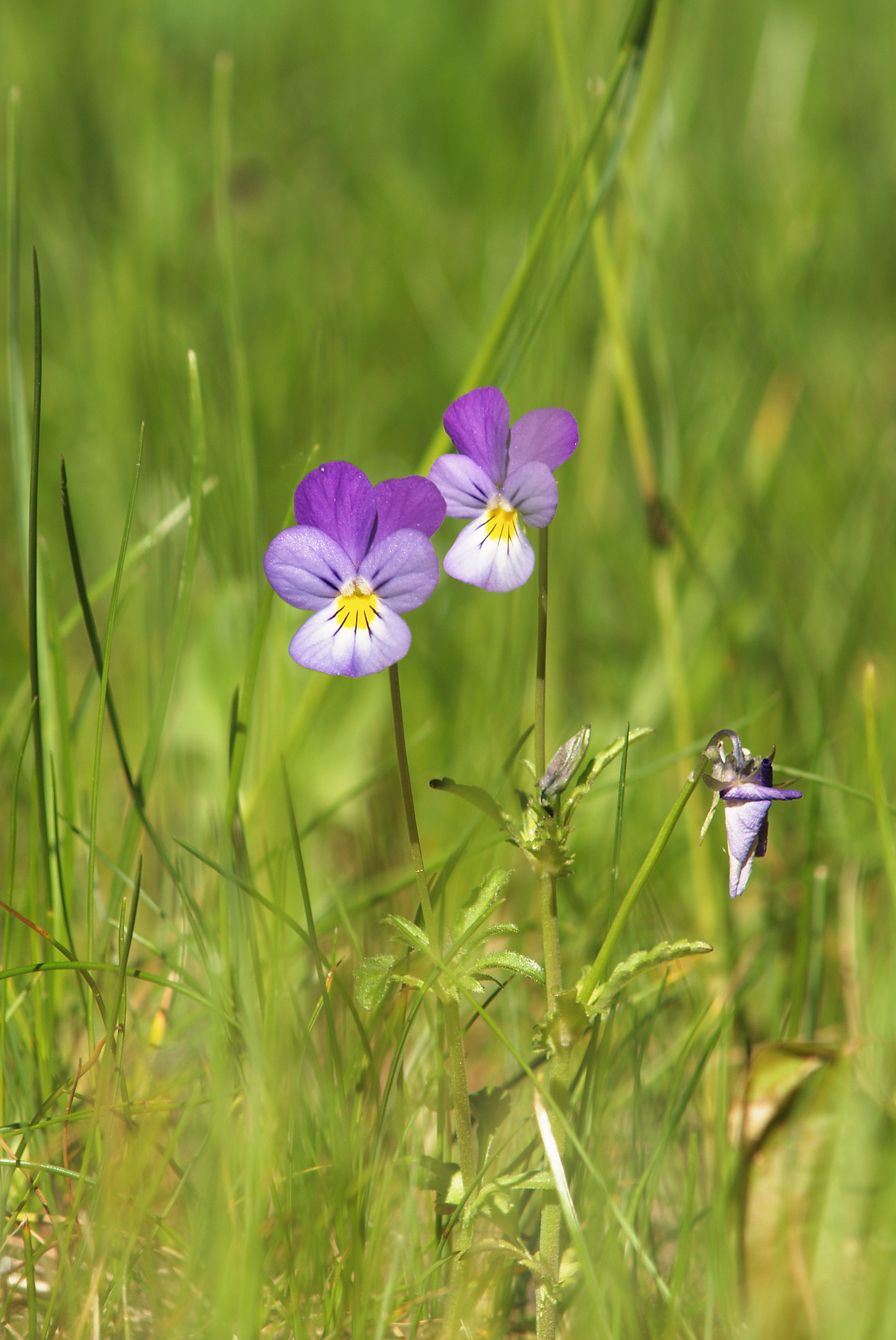
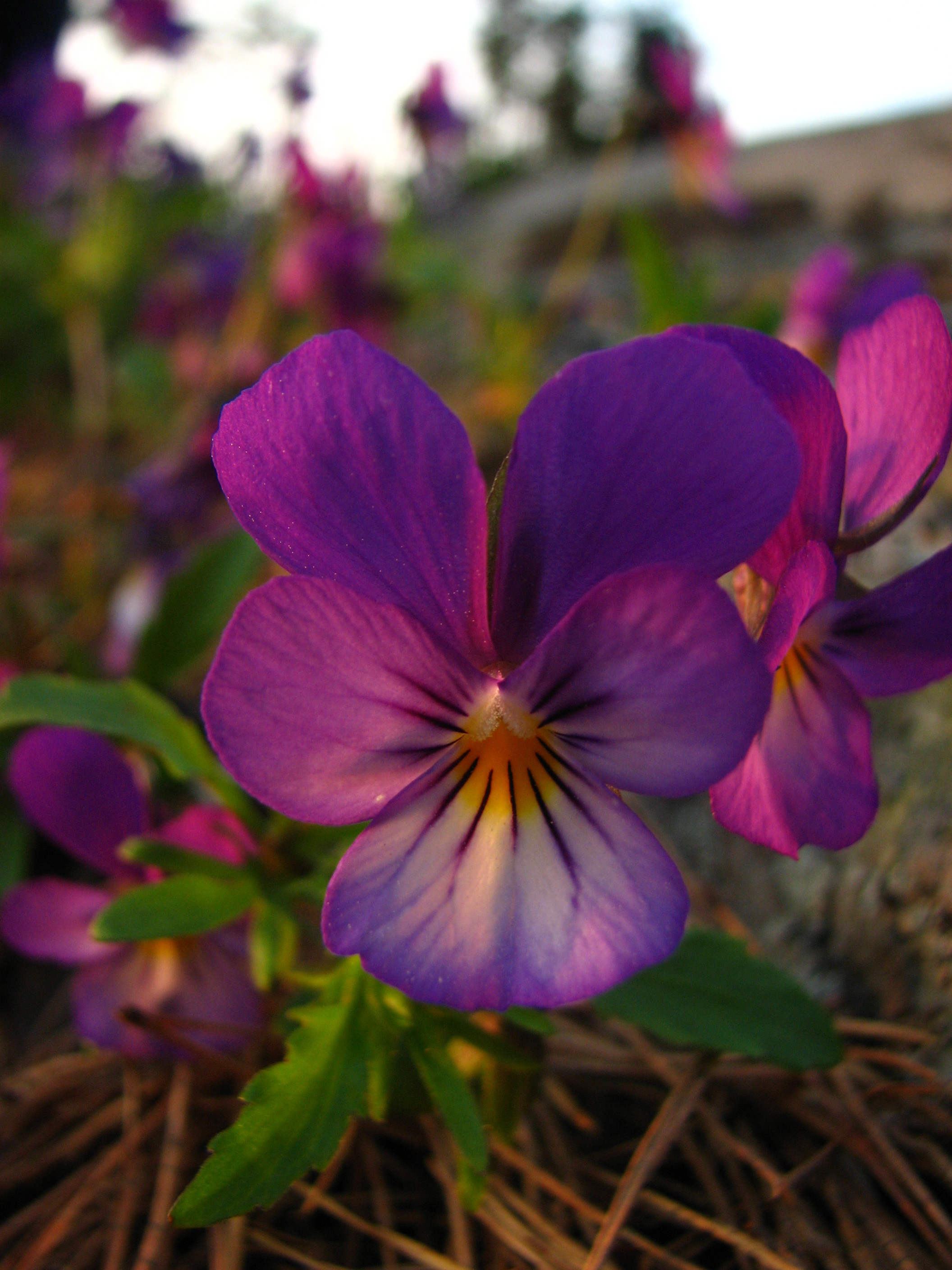
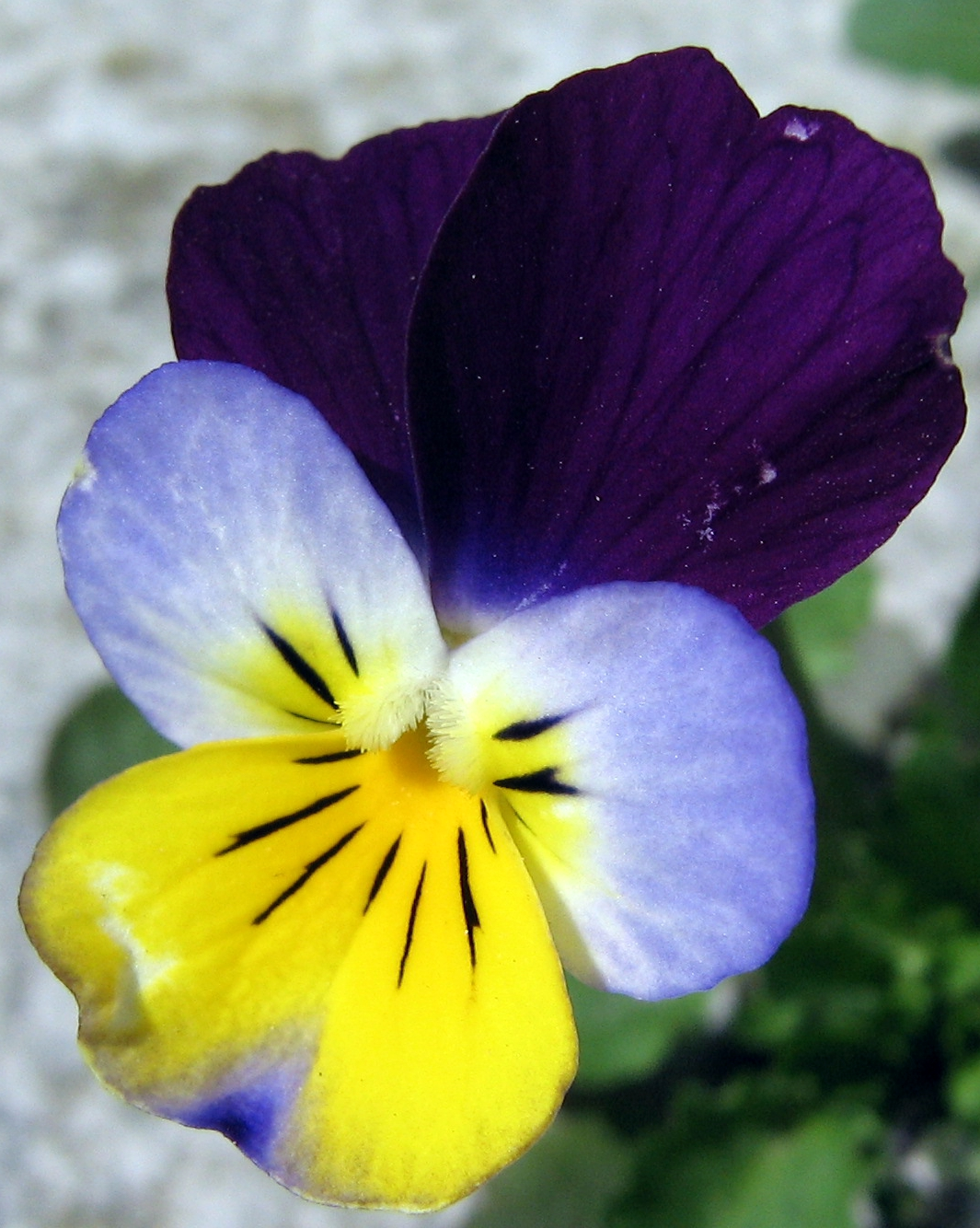
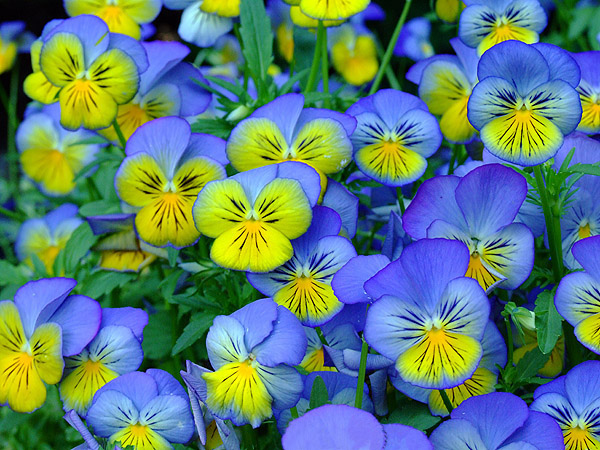
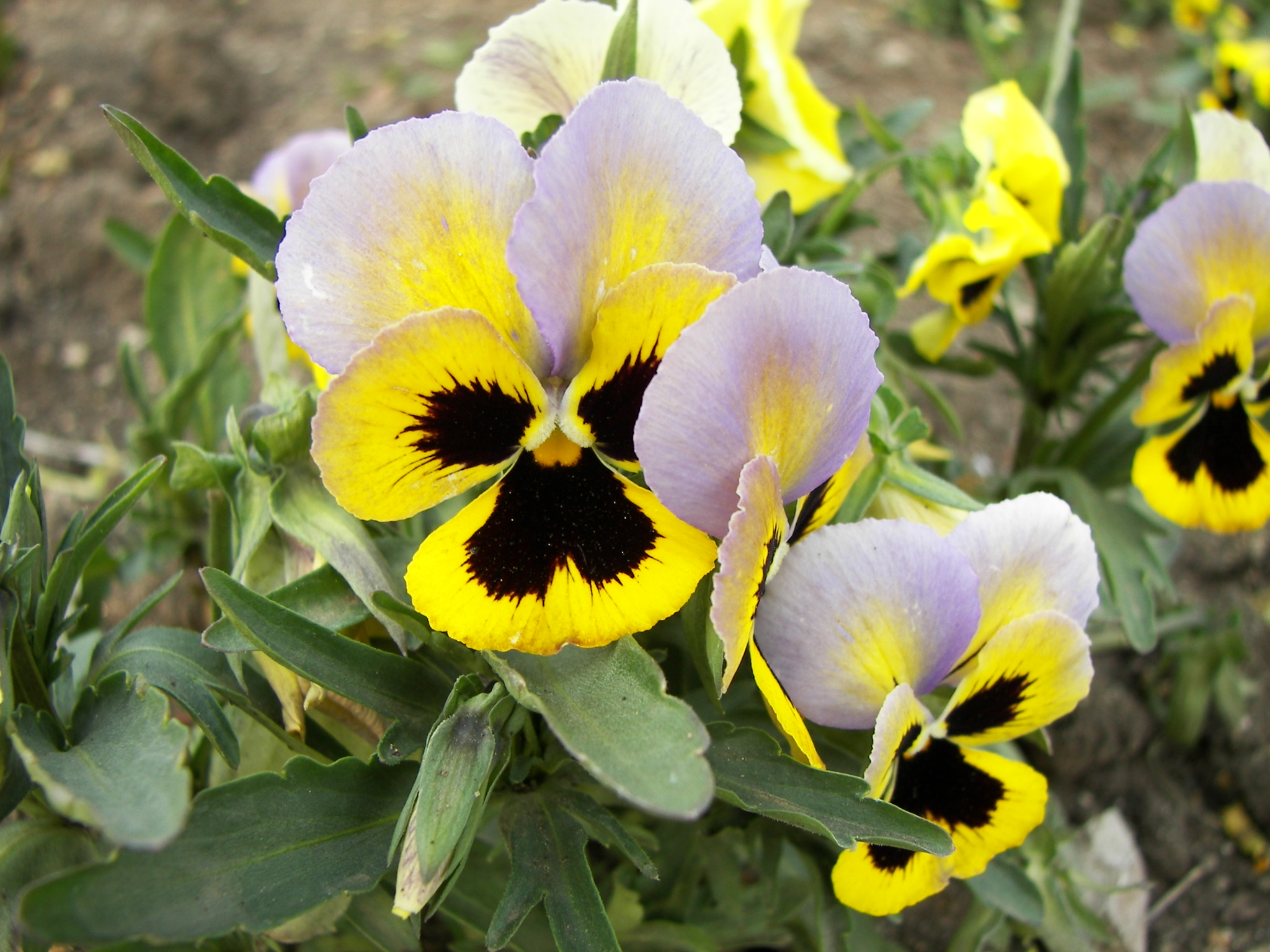
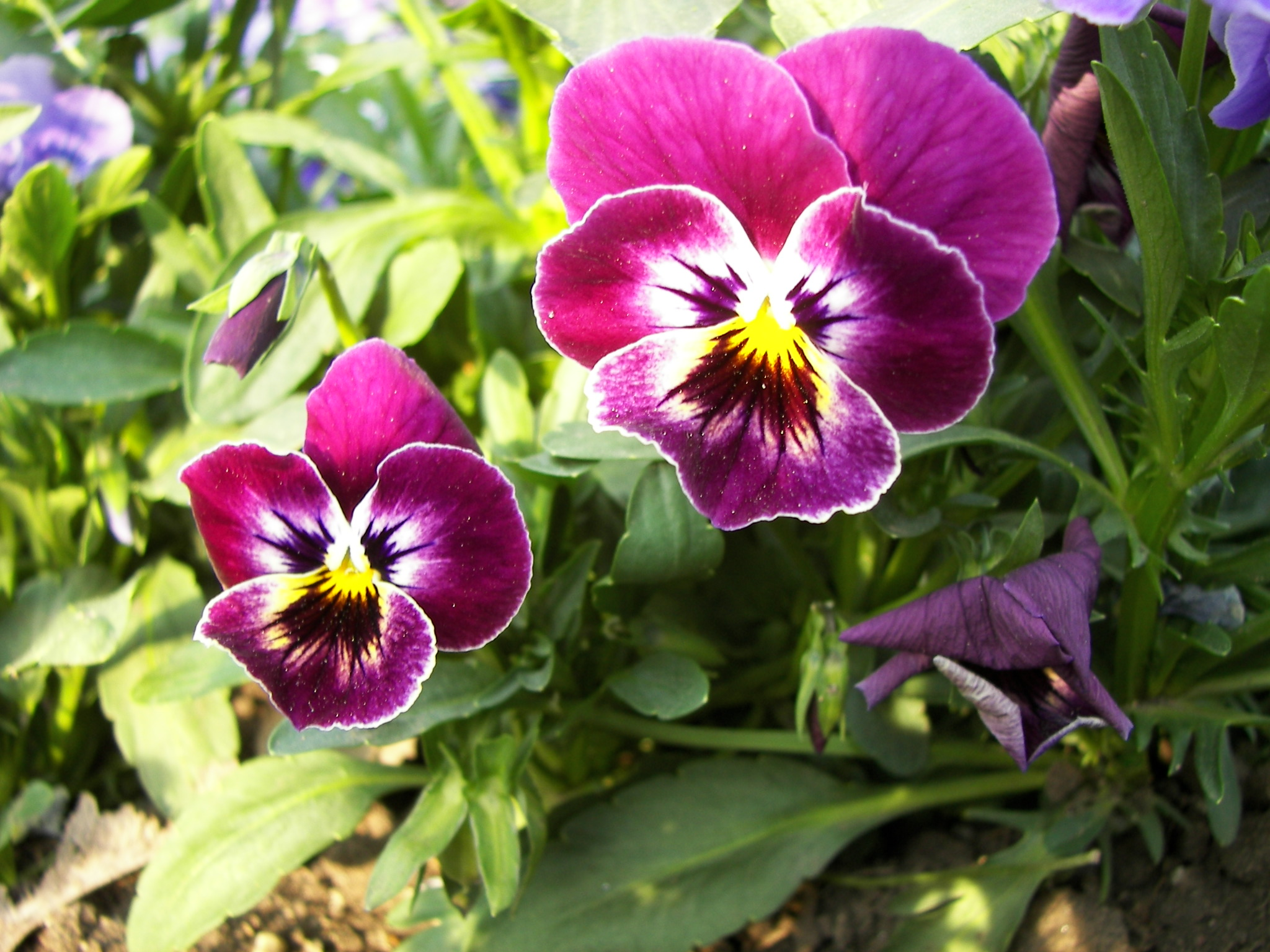
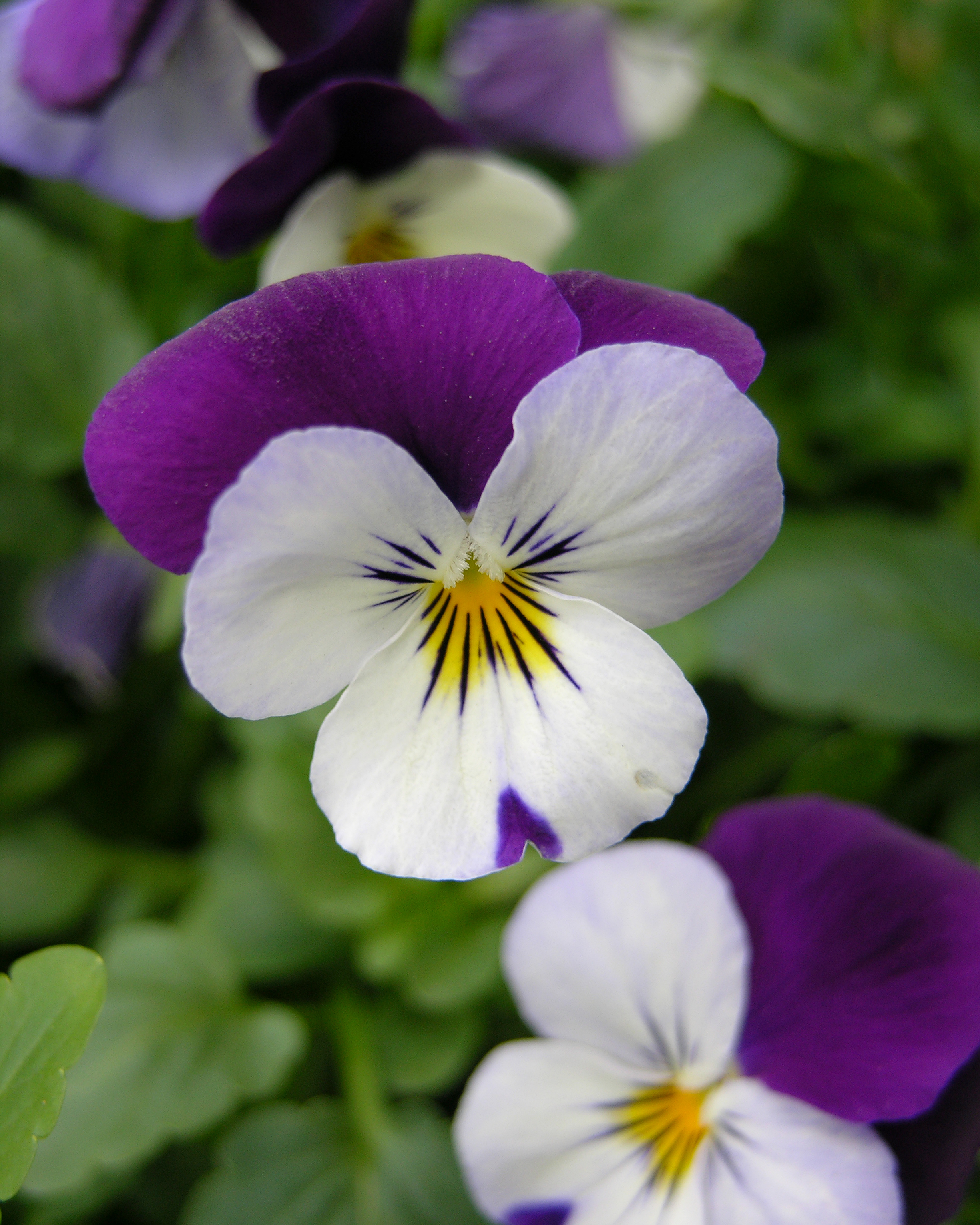
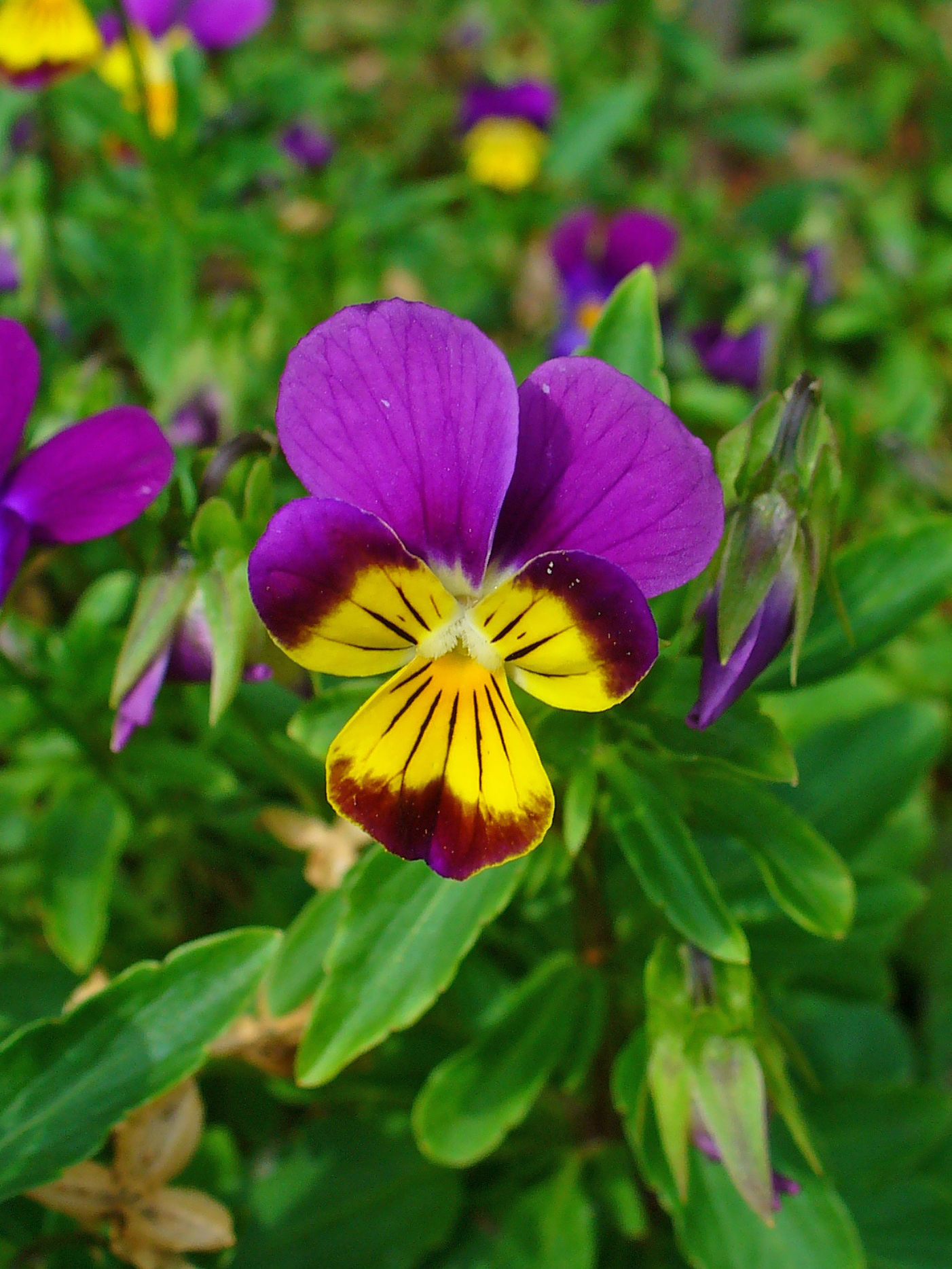
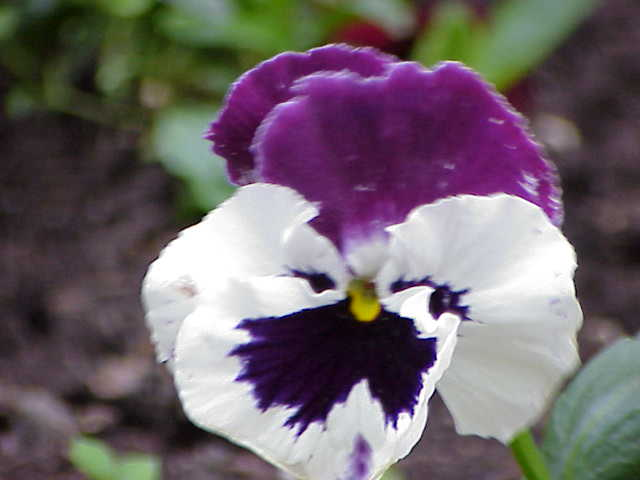
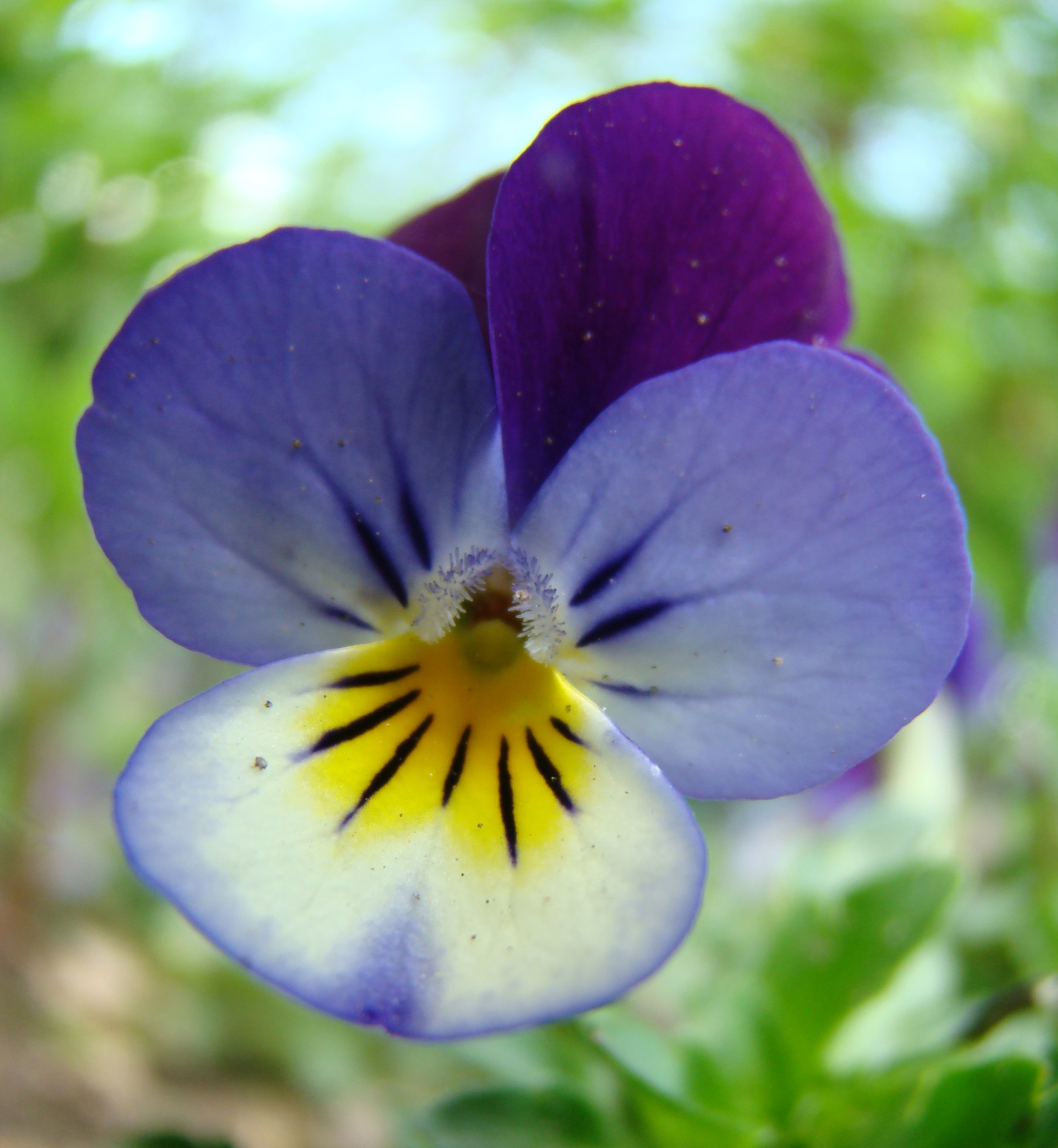
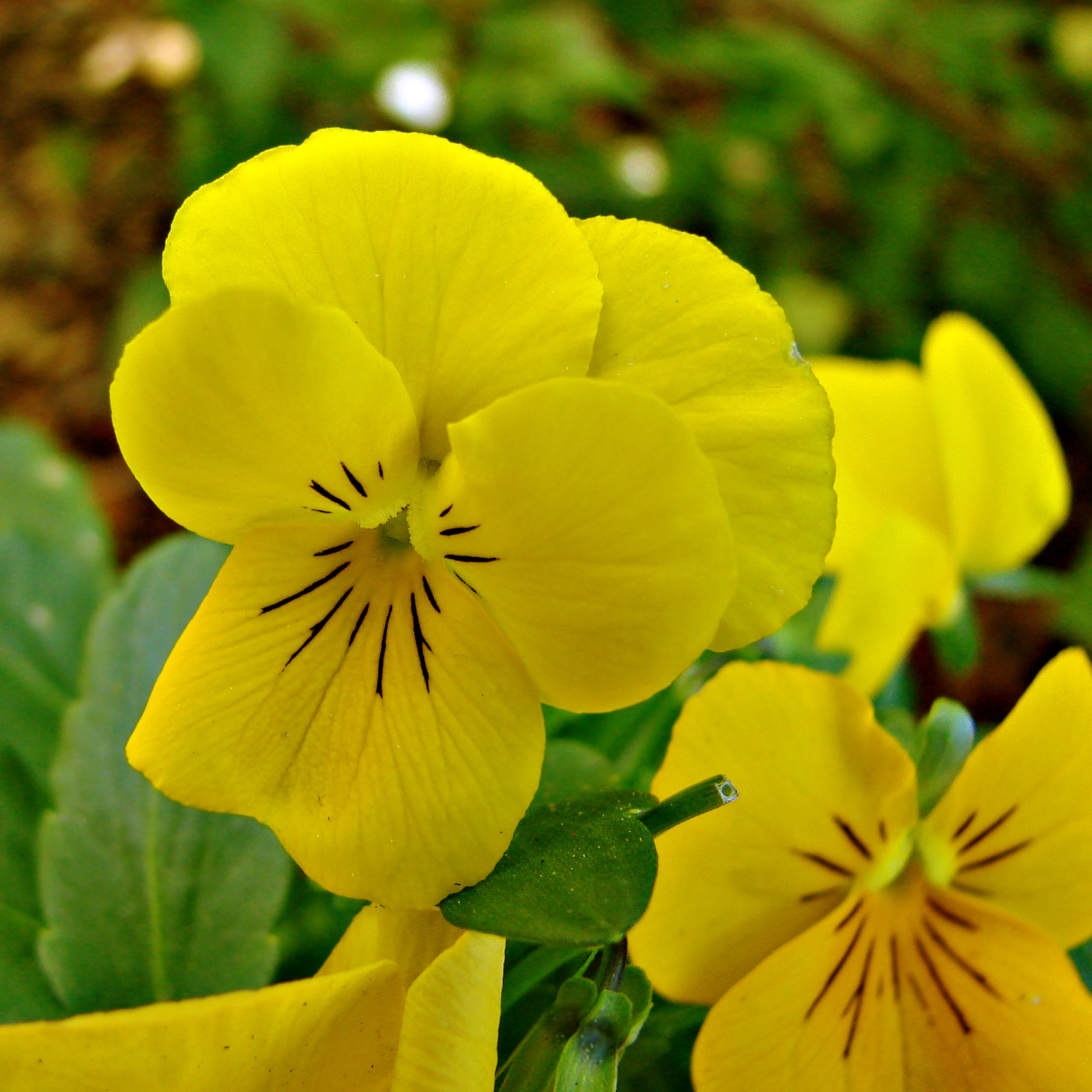
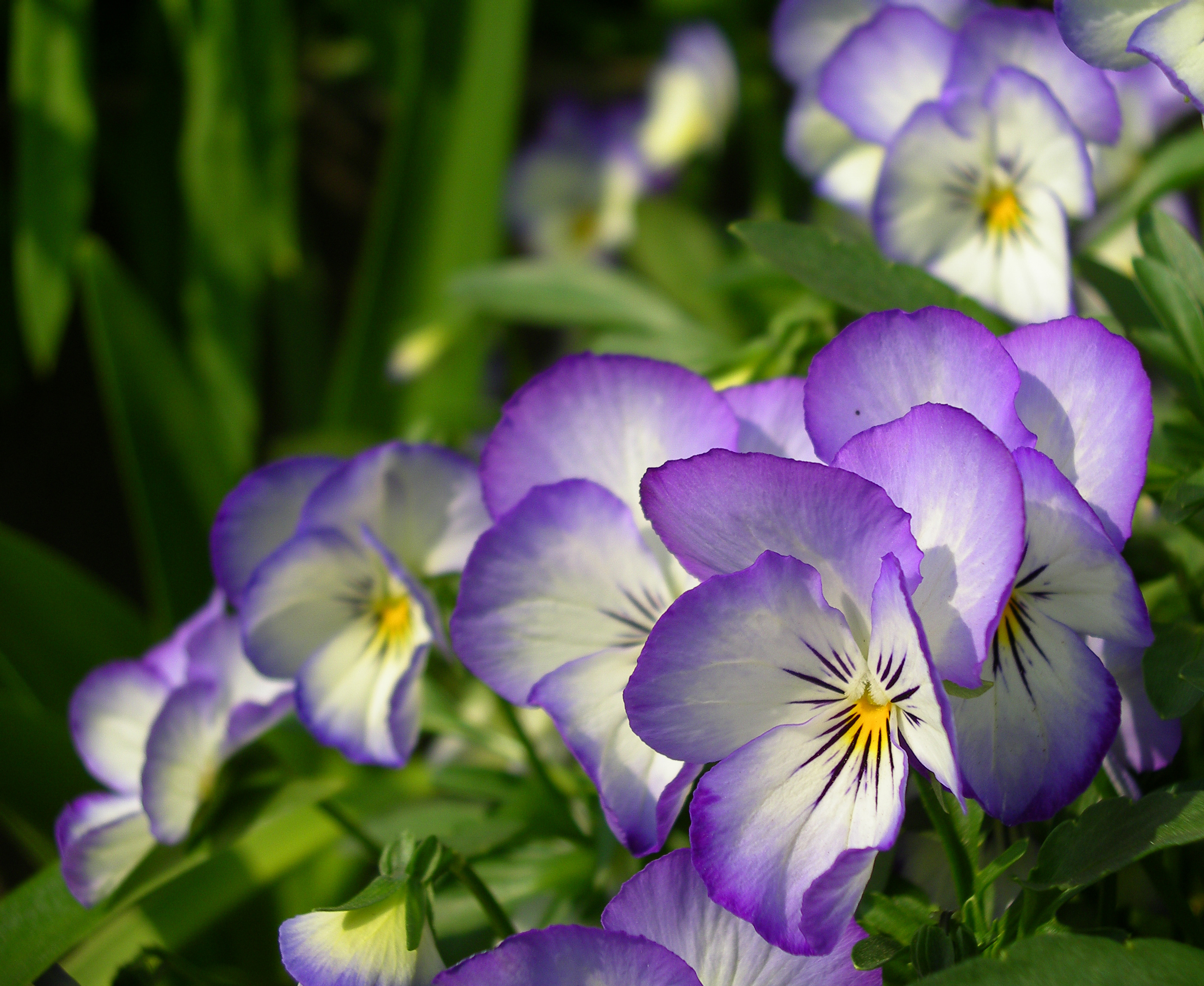
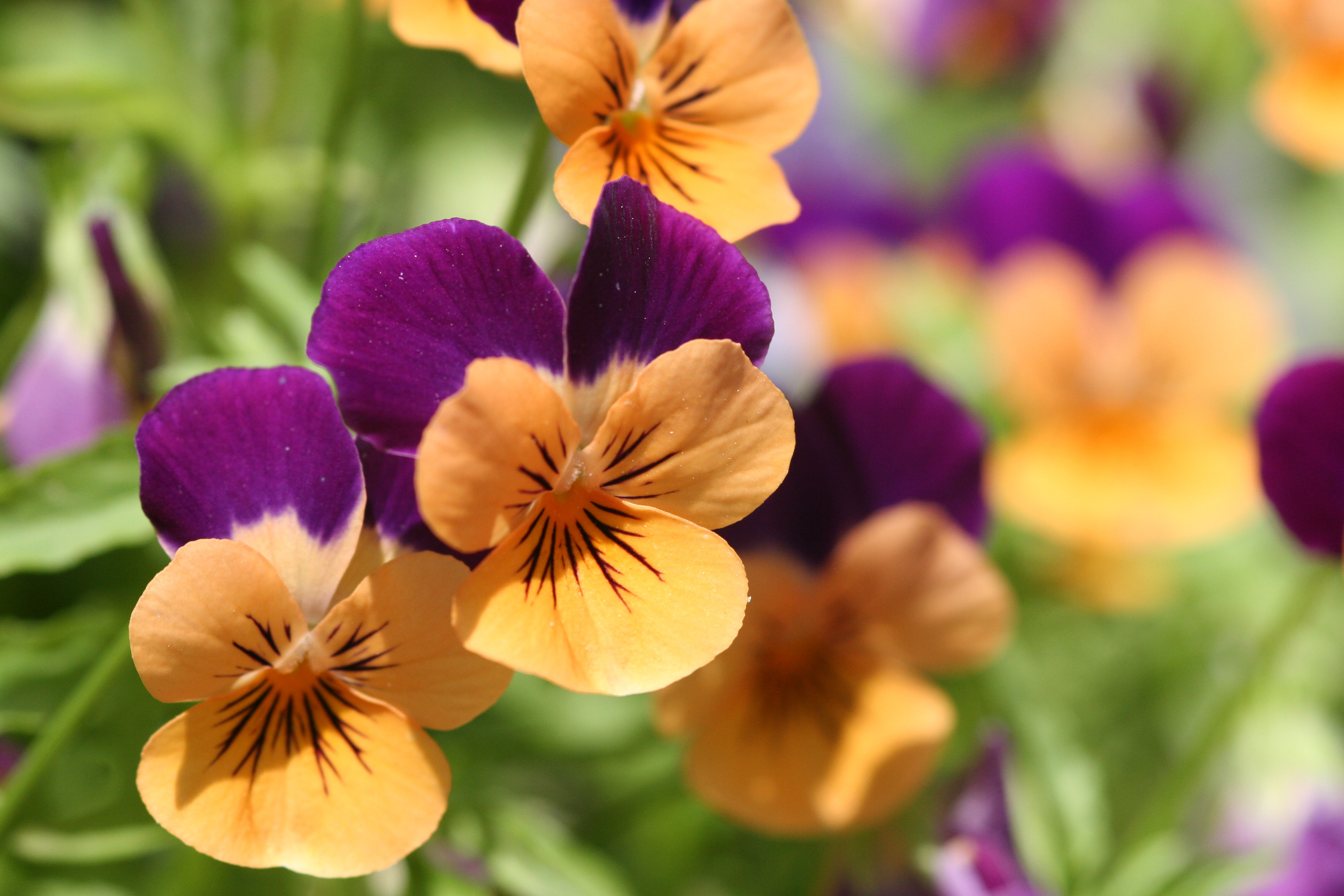

É uma pequena planta rasteira que atinge no máximo 15 cm de altura, com flores de cerca de 1,5 cm de diâmetro. Cresce nos prados e nas fazendas abandonadas, principalmente em solos ácidos ou neutros. É geralmente encontrada onde há sombra parcial. 